# Майк Данліві
Майк Дж. Данліві (англ. Mike J. Dunleavy; нар. 5 травня 1961, Скрентон, Пенсільванія) — американський політик, член Республіканської партії США. Губернатор штату Аляска з грудня 2018 року.

## Біографія
Отримав ступінь бакалавра мистецтв з історії у католицькому Університеті Мізерікордія (Пенсільванія) і ступінь магістра педагогіки в Аляскинському університеті у Фербанксі. З 1983 року живе на Алясці, працював у державних школах. У 2009—2012 роках входив до наглядової ради Шкільного округу долини Матануска-Сусітна.
Сенатор Аляски з 2013 року — переміг на виборах 6 листопада 2012 в окрузі D, будучи єдиним кандидатом. Отримав 11724 голоси (94,24 %). 716 виборців при голосуванні вписали в бюлетені імена інших кандидатів.
Висунув свою кандидатуру на виборах губернатора Аляски 2018 року, де його основними суперниками стали чинний губернатор, незалежний Білл Вокер і демократ, колишній сенатор США від Аляски Марк Бегич. Найменш популярним серед кандидатів вважався Вокер, який фактично припинив свою кампанію у жовтні, але не знявся з виборів офіційно, хоча демократи вимагали від нього саме такого кроку, оскільки він привертав голоси переважно з традиційно демократичного, а не республіканського електорату. На виборах 6 листопада 2018 переміг Данліві.
Передвиборчою кампанією Данліві керував політичний консультант Метт Ларкін, який контролював витрачання зібраних фінансових коштів. При цьому тільки два донора, брат Данліві — Френсіс Данліві, і адвокат Боб Пенні, пожертвували 725 тис. доларів (400 тис. і 325 тис. відповідно). Загалом кампанія Майка Данліві отримала 850 тис. доларів, а Марка Бегича — 760 тисяч.
Церемонія вступу на посаду відбулась на 3 грудня 2018 року в маленькому поселенні Нурвік.